# 1984–1985-ös bajnokcsapatok Európa-kupája
A bajnokcsapatok Európa-kupája 30. szezonja. 15 év után ismét olasz elsőség született. A Juventus végül Michel Platini tizenegyesgóljával győzte le az ötödik diadalára hajtó Liverpool gárdáját. A döntő mégsem erről maradt híres, hanem a Heysel-tragédiáról, amelyben 39 (többségében olasz) szurkoló vesztette életét. Ezek után az angol klubokat 5 illetve 6 évre tiltották ki az európai kupákból.

## Eredmények

### 1. forduló
| 1. csapat        | Össz. | 2. csapat             | 1. mérk. | 2. mérk. |
| ---------------- | ----- | --------------------- | -------- | -------- |
| Ilves            | 1–6   | Juventus              | 0–4      | 1–2      |
| Grasshoppers     | 4–3   | Budapesti Honvéd      | 3–1      | 1–2      |
| Vålerenga        | 3–5   | Sparta Praha          | 3–3      | 0–2      |
| Labinoti Elbasan | 0–6   | Lyngby                | 0–3      | 0–3      |
| Bordeaux         | 3–2   | Athletic Club         | 3–2      | 0–0      |
| Dinamo Bucureşti | 5–3   | Omonia                | 4–1      | 1–2      |
| Levszki Szofija  | 3–31  | VfB Stuttgart         | 1–1      | 2–2      |
| Trabzonspor      | 1–3   | Dnipro Dnipropetrovsk | 1–0      | 0–3      |
| Aberdeen         | 3–32  | Dynamo Berlin         | 2–1      | 1–2      |
| Austria Wien     | 8–0   | Valletta              | 4–0      | 4–0      |
| Lech Poznań      | 0–5   | Liverpool             | 0–1      | 0–4      |
| Crvena Zvezda    | 3–4   | SL Benfica            | 3–2      | 0–2      |
| Avenir Beggen    | 0–17  | IFK Göteborg          | 0–8      | 0–9      |
| ÍA               | 2–7   | Beveren               | 2–2      | 0–5      |
| Feyenoord        | 1–2   | Panathinaikósz        | 0–0      | 1–2      |
| Linfield         | 1–13  | Shamrock Rovers       | 0–0      | 1–1      |

1 A Levszki Szofija csapata jutott tovább, idegenben lőtt több góllal.

2 A Dynamo Berlin csapata jutott tovább tizenegyesekkel (5–4).

3 A Linfield csapata jutott tovább, idegenben lőtt góllal.

### Nyolcaddöntő
| 1. csapat       | Össz. | 2. csapat             | 1. mérk. | 2. mérk. |
| --------------- | ----- | --------------------- | -------- | -------- |
| Juventus        | 6–2   | Grasshopper-Club      | 2–0      | 4–2      |
| Sparta Praha    | 2–1   | Lyngby                | 0–0      | 2–1      |
| Bordeaux        | 2–1   | Dinamo Bucureşti      | 1–0      | 1–1      |
| Levszki Szofija | 3–31  | Dnipro Dnipropetrovsk | 3–1      | 0–2      |
| Dynamo Berlin   | 4–5   | Austria Wien          | 3–3      | 1–2      |
| Liverpool       | 3–2   | SL Benfica            | 3–1      | 0–1      |
| IFK Göteborg    | 2–22  | Beveren               | 1–0      | 1–2      |
| Panathinaikósz  | 5–4   | Linfield              | 2–1      | 3–3      |

1 A Dnipro Dnipropetrovsk csapata jutott tovább, idegenben lőtt góllal.

2 Az IFK Göteborg csapata jutott tovább, idegenben lőtt góllal.

### Negyeddöntő
| 1. csapat    | Össz. | 2. csapat             | 1. mérk. | 2. mérk. |
| ------------ | ----- | --------------------- | -------- | -------- |
| Juventus     | 3–1   | Sparta Praha          | 3–0      | 0–1      |
| Bordeaux     | 2–21  | Dnipro Dnipropetrovsk | 1–1      | 1–1      |
| Austria Wien | 2–5   | Liverpool             | 1–1      | 1–4      |
| IFK Göteborg | 2–3   | Panathinaikósz        | 0–1      | 2–2      |

1 A Bordeaux csapata jutott tovább tizenegyesekkel (5–3).

### Elődöntő
| 1. csapat | Össz. | 2. csapat      | 1. mérk. | 2. mérk. |
| --------- | ----- | -------------- | -------- | -------- |
| Juventus  | 3–2   | Bordeaux       | 3–0      | 0–2      |
| Liverpool | 5–0   | Panathinaikósz | 4–0      | 1–0      |

### Döntő
| 1985. május 29. | Juventus               | 1–0   | Liverpool | Heysel stadion (Brüsszel) Nézőszám: 59,000 v.: Daina (Svájc) |
| 1985. május 29. | Platini 56' (11-esből) | (0–0) |           | Heysel stadion (Brüsszel) Nézőszám: 59,000 v.: Daina (Svájc) |

| Az 1984–85-ös bajnokcsapatok Európa-kupájának győztese |
| Juventus 1. cím                                        |
| ← 1983–84 Liverpool                                    |
| Steaua București 1985–86 →                             |